# Rigny-sur-Arroux
Rigny-sur-Arroux ist eine französische Gemeinde mit 616 Einwohnern (Stand: 1. Januar 2022) im Département Saône-et-Loire in der Region Bourgogne-Franche-Comté. Sie gehört zum Arrondissement Charolles und zum Kanton Gueugnon. Die Einwohner werden Rignyssois genannt.

## Geographie
Rigny-sur-Arroux liegt etwa 60 Kilometer ostnordöstlich von Moulins. Nachbargemeinden von Rigny-sur-Arroux sind Curdin und Gueugnon im Norden, Clessy im Osten und Nordosten, Saint-Vincent-Bragny im Osten und Südosten, Digoin im Süden, La Motte-Saint-Jean im Westen und Südwesten sowie Neuvy-Grandchamp im Nordwesten.

## Bevölkerungsentwicklung
| Jahr                      | 1962 | 1968 | 1975 | 1982 | 1990 | 1999 | 2006 | 2011 | 2016 |
| Einwohner                 | 727  | 687  | 619  | 605  | 667  | 617  | 611  | 676  | 647  |
| Quelle: Cassini und INSEE |      |      |      |      |      |      |      |      |      |

## Sehenswürdigkeiten
- Kirche Saint-Didier aus dem 19. Jahrhundert, Glockenturm aus dem 12. Jahrhundert, seit 1927 Monument historique
- Schloss La Vaivre (auch: La Vesvre), 1630/1830 erbaut, seit 2009 Monument historique

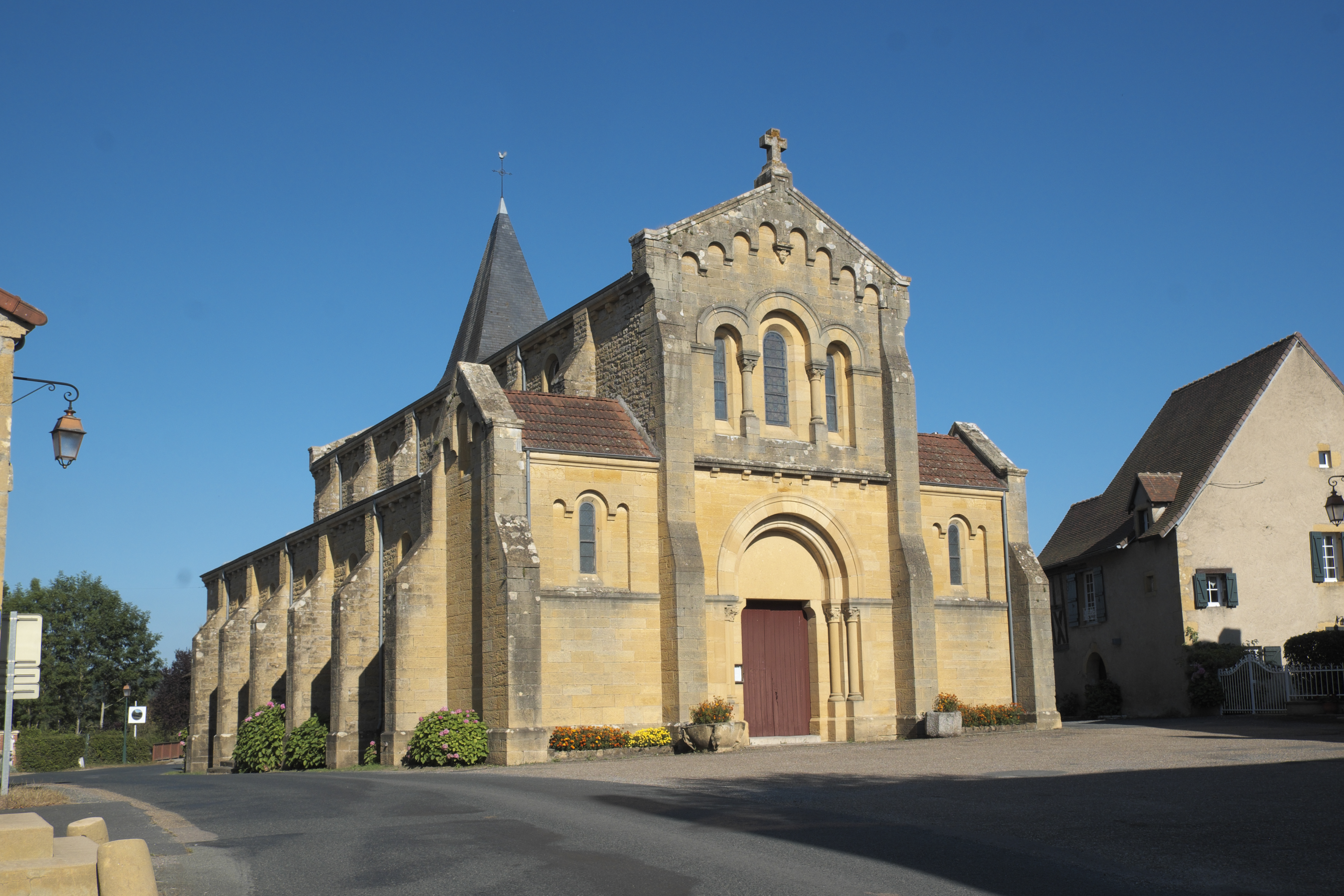
Kirche Saint-Didier

- Schloss Faule